# Ali Akbar Welajati
Ali Akbar Welajati (ur. 24 czerwca 1945 w Rostamabadzie) – irański polityk, minister spraw zagranicznych Iranu w latach 1981-1996.

## Życiorys
Ukończył studia medyczne na Uniwersytecie Teherańskim, następnie specjalizował się w pediatrii i leczeniu chorób zakaźnych na Johns Hopkins University.
Jako student działał w Islamskim Stowarzyszeniu Lekarzy i przyczynił się do ożywienia aktywności tej organizacji. W 1961 wstąpił do świeckiego Frontu Narodowego, w którym działał dwa lata, co następnie tłumaczył faktem, że była to jedyna licząca się organizacja opozycyjna. Następnie związał się na stałe ze środowiskiem szyickich uczonych i działaczy religijnych. Był kilkakrotnie zatrzymywany i przesłuchiwany przez tajną policję polityczną SAWAK, pierwszy raz jako siedemnastolatek. 
Po rewolucji islamskiej został mianowany wiceministrem zdrowia, a w pierwszej kadencji deputowanym Islamskim Zgromadzeniem Konsultatywnym z okręgu Teheranu.

### Minister spraw zagranicznych Iranu
W 1981 objął stanowisko ministra spraw zagranicznych Iranu, które sprawował przez kolejne piętnaście lat. Pod koniec lat 80. XX wieku wspólnie z przewodniczącym parlamentu Alim Akbarem Haszemim Rafsandżanim brał udział w tajnych negocjacjach amerykańsko-irańskich, podczas których Amerykanie zgodzili się nielegalnie sprzedać Iranowi broń w zamian za pomoc w uwolnieniu amerykańskich zakładników wziętych przez Hezbollah w Bejrucie. Pieniądze uzyskane z transakcji Amerykanie przeznaczyli na wspieranie nikaraguańskiej partyzantki Contras zwalczającej rząd sandinistów (afera Iran-Contras).
Po rozpadzie Związku Radzieckiego starał się przywrócić Iranowi dawną pozycję mocarstwa regionalnego, stać się rozjemcą w potencjalnych konfliktach między nowo powstałymi państwami, prowadzić politykę poszanowania granic i regionalnej współpracy. Iran przyczynił się w tym czasie do ożywienia działalności Organizacji Współpracy Gospodarczej, łączącej azjatyckie muzułmańskie państwa niearabskie. W polityce wobec krajów powstałych po rozpadzie ZSRR w okresie sprawowania obowiązków ministra spraw zagranicznych przez Welajatiego nie kierowano się względami religijnymi, lecz pragmatycznymi. Iran utrzymywał dobre relacje z chrześcijańską Armenią przeciwko szyickiemu Azerbejdżanowi, wobec faktu, że kraj ten zbliżył się do Stanów Zjednoczonych i Turcji. Iran brał udział w próbach rozwiązania konfliktów i ustabilizowaniu sytuacji w Górskim Karabachu i w Tadżykistanie.
Był wymieniany wśród inspiratorów zabójstwa przywódców Kurdów irańskich Sadegha Szarafkandiego, Fattaha Aboliego oraz Homajuna Ardalana w berlińskiej restauracji Mykonos 17 października 1992; państwo irańskie zaprzeczyło, jakoby miało związek z tym wydarzeniem.
W 1996 odszedł z ministerstwa spraw zagranicznych i został doradcą Najwyższego Przywódcy ds. zagranicznych. W 2005 wystartował w wyborach prezydenckich w Iranie, ostatecznie jednak wycofał swoją kandydaturę i oficjalnie poparł Haszemiego Rafsandżaniego. Po raz drugi kandydował na urząd prezydenta Iranu w wyborach w 2013, wygranych przez Hasana Rouhaniego. Uzyskał wówczas 6,18% głosów (piąty wynik spośród sześciu kandydatów).
Autor książek poświęconych chorobom zakaźnym i gruźlicy, jak również prac z dziejów perskiej i irańskiej dyplomacji oraz stosunku Iranu do problemu palestyńskiego.